# بشر خصاونه
بشر خصاونه (عربی: بشر الخصاونة؛ زادهٔ ۲۷ ژانویهٔ ۱۹۶۹) دیپلمات، و سیاستمدار اهل اردن است. وی از ۱۲ اکتبر ۲۰۲۰ تا ۱۵ سپتامبر ۲۰۲۴ به عنوان نخست‌وزیر اردن خدمت کرد. 